# Allotjament web

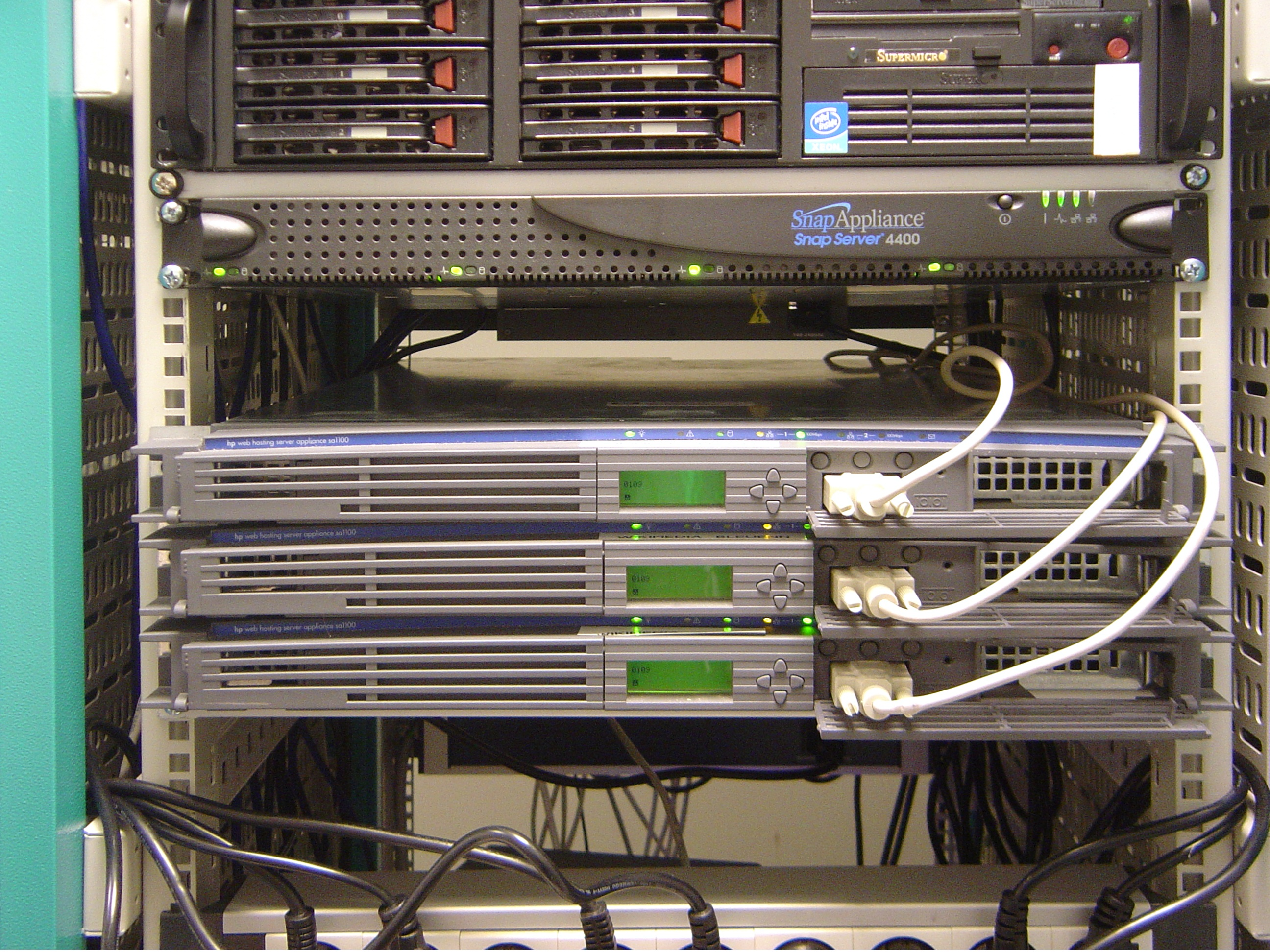
Un exemple de servidors muntats en rack

L'allotjament web (en anglès: web hosting) és el servei que proveeix als usuaris d'Internet un sistema per poder emmagatzemar informació, imatges, vídeo, o qualsevol contingut accessible via web. És una analogia de "hostalatge o allotjament en hotels o habitacions" on un ocupa un lloc específic, en aquest cas l'analogia allotjament web o allotjament de pàgines web, es refereix al lloc que ocupa una pàgina web, lloc web, sistema, correu electrònic, arxius, etc. a internet o més específicament en un servidor que en general allotja diverses aplicacions o pàgines web. Les companyies que proporcionen espai d'un servidor als seus clients se solen denominar amb el terme en anglès web host.
L'allotjament web encara que no és necessàriament un servei, s'ha convertit en un lucratiu negoci per a les companyies d'internet al voltant del món. Es pot definir com "un lloc per a la teva pàgina web o correus electrònics", encara que aquesta definició simplifica de manera conceptual el fet que l'allotjament web és en realitat espai a Internet per a pràcticament qualsevol tipus d'informació, sigui arxius, sistemes, correus electrònics, vídeos, etc.